# Volvocaceae
A Volvocaceae a valódi zöldmoszatok (Chlorophyta) egy családja, melybe egysejtű és kolóniás biflagellata (kétostoros) szervezetek is tartoznak. Tipikus képviselője a Volvox nemzetség. A családot Christian Gottfried Ehrenberg nevezte el 1834-ben, az akkori osztályozás szerint Volvocidae néven.

## Leírás

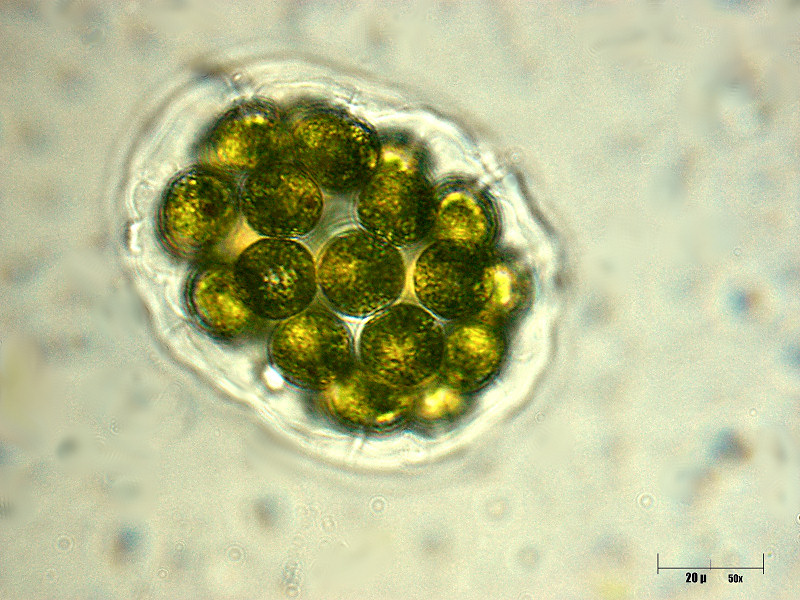
Pandorina

A Volvocaceae legegyszerűbb képviselőinek sejtjei hasonlóak az egysejtű Chlamydomonas sejtjeihez, de egy kocsonyás mátrixba rendeződve foglalnak helyet. Például a Gonium nemzetség esetében mindegyik önálló szervezet 4-16 különálló, tányérszerűen elhelyezkedő sejtből áll és mindegyik sejt két ostorral rendelkezik. A hasonló Eudorina és Pandorina nemzetségek esetében a kocsonyamátrixban üres lyukak jönnek létre, s előbbi 16, míg utóbbi akár 32 vagy 64 gömb vagy ellipszoid alakzatban elhelyezkedő sejtből is állhat. Ezen nemzetségek képviselőinek szaporodásakor mindegyik sejt új szervezetet hozhat létre mitózissal.

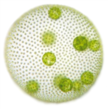
Volvox

A Volvocaceae más nemzetségei a biológiai fejlődés egy másik módját választották, eltérő sejttípusokat fejlesztenek. A Pleodorinákban és a Volvoxokban a legtöbb sejt szomatikus és csak egy kevés reproduktív. A Pleodorina californica kolóniája általában 128 vagy 64 sejtből áll, azonban az elülső (anterior) régió csak szomatikus funkcióval rendelkezik, a szaporodási funkciót a hátulsó (posterior) régió látja el; arányuk 3:5. A Volvoxokban csak nagyon kevés sejt szaporodóképes és több faj reproduktív sejtjei megjelenésben és viselkedésben megegyeznek a szomatikus sejtekkel. A Volvox carteri munkavégző sejtjei ellenben mind reproduktívak és nem látnak el szomatikus funkciót, illetve nem növesztenek funkcionális ostort.
A legegyszerűbb volvocaceae-k tehát koloniális szervezetek, míg a fejlettebbek valódi többsejtűek. A nagyobb volvocaceae-k a heterogámia egy speciális formájával, oogámiával szaporodnak; egy mozgóképes spermium egy mozgásra képtelen, relatíve nagyobb petét termékenyít meg. Az egyszerűbb szervezetek esetében a nőstény és a hím tag nem különböztethető meg. A Volvocaceae minden képviselője esetében a megtermékenyülés egy látens diploid zigótát (zigospóra) eredményez, mely a mostoha körülményeket is képes átvészelni. Ha környezet megfelelővé válik, akkor a zigóta sarjadzásnak indul és meiózissal létrehozza mindkét nem haploid ivarsejtjét.